# Монемвасийская хроника
Монемвасийская хроника (греч. Μονεμβασιας χρονικόν) — анонимная византийская хроника, имеющая характер провинциальной историографии, записанная в X—XI вв.

## Авторство и использованные источники
Автор хроники неизвестен, но были попытки хронику привязать к Арефе Кесарийскому (жил в IX—X вв.). Вокруг этого предположения была полемика, так как существовали как совпадения текстов у анонима и у Арефы, так и отсутствие событий в хронике, о которых было известно Арефе. Однако полагается, что автор должен быть уроженцем Пелопоннеса. Аноним использовал в своей хронике работы Евагрия, Менандра Протектора, Феофилакта Симокатты, Прокопия Кесарийского и других.

## Название и содержание
Название хроники «Монемвасийская» является условным, так как в хронике рассказывается не только история города Монемвасия (основание и развитие города в последующие годы), но и сведения о событиях на балканских территориях Византии. Больше информации приводится по истории города Патры на Пелопоннесе, чем о Монемвасии. Из-за этого факта, П. Лемерль считал логичнее назвать её «хроникой Пелопоннеса».
События в хронике описываются от времени правления византийского императора Юстиниана I до правления Никифора I (от 559 по 806 гг.). Считается возможным, что хроника могла быть завершена в правление Никифора II Фоки (963—969 гг.). Однако имеется отдельный раздел, события в котором можно было бы датировать поздними временами (между XI и XIV веками]]). Уделяется внимание аваро-славянским отношениям и их вторжениям, появлению славян на Пелопоннесе (хотя и с некоторыми ошибками).

## Рукописи
До нас дошли три рукописи Монемвасийской хроники — Кутлумушская, Иверская и Туринская (А. П. Каждан пишет о четырёх). В датировке рукописей исследователи разнятся, однако установлен рубеж между XVI и XVII вв.

## Издания и переводы

### На русском языке
- Монемвасийская хроника // Сборник документов по социально-экономической истории Византии / Под ред. Е. Э. Липшиц. — М.: Академия наук СССР, 1951. — С. 92—93.
- Монемвасийская хроника // Свод древнейших письменных известий о славянах / Отв. ред. Г. Г. Литаврин. — М.: Восточная литература, 1995. — Т. II. — С. 328—332.

### На сербохорватском языке
- Монемвасиска хроника // Византиски извори за историjу народа Југославије. — Беолград: Изддвачко Предузеђе, 1955. — Т. I. — С. 285—291.

### На польском языке
- Kronika z Monemwazji // Testimonia najdawniejszych dziejów Słowian. Seria grecka. — Warszawa: Slawistyczny Ośrodek Wydawniczy, 1995. — Zeszyt 3: Pisarze z VII—X wieku. — S. 478—488.

### На итальянском языке
- Cronaca di Monemvasia / Introduzione, testo critico e note a cura di I. Duičev. — Palermo.: Istituto Siciliano di studi Bizantini e Necellenici, 1976. — 38 p.
- Crónica de Monemvasía // Marín J. R. La Crónica de Monemvasía: Texto y Contexto. — Valparaíso: Instituto de Historia, 2010. — P. 66—72.

### На французском языке
- La Chronique proprement dite // Lemerle P. La Chronique improprement dite de Monemvasie: le contexte historique et légendaire // Revue des études byzantines. — 1963. — T. 21. — P. 9—21.

### На английском языке
- Kalligas H. A. Byzantine Monemvasia: The sources. — Monemvasia: Akroneon, 1990. — 292 p.
- Kalligas H. A. Monemvasia. A Byzantine City State. — London; New York: Routledge, 2010. — 210 p.